# Islas Outcast
Las islas Outcast son dos pequeñas islas de la Antártida separadas por 0,5 millas, y un número de islotes rocosos. Están ubicadas a 64°49′S 64°08′O / -64.817, -64.133 a 2 millas al sudoeste de punta Bonaparte, en la costa sudoeste de la isla Anvers en el archipiélago Palmer.
Fueron nombradas por el Comité de Topónimos de Antártico del Reino Unido (UK-APC) después de una expedición del FIDS en 1955. El nombre surgió debido a su posición aislada de las otras islas de los alrededores de Puerto Arthur.

## Reclamaciones territoriales
Argentina incluye a las islas en el departamento Antártida Argentina dentro de la provincia de Tierra del Fuego, Antártida e Islas del Atlántico Sur; para Chile forman parte de la comuna Antártica de la provincia Antártica Chilena dentro de la Región de Magallanes y de la Antártica Chilena; y para el Reino Unido integran el Territorio Antártico Británico. Las tres reclamaciones están sujetas a los términos del Tratado Antártico.
Nomenclatura de los países reclamantes: 
- Argentina: ?
- Chile: ?
- Reino Unido: Outcast Islands